# Џуди Кертин
Џуди Кертин (енгл. Judi Curtin; Кентон, Лондон, 1960-их) ирска је књижевница за децу и одрасле која живи у Лимерику, Ирска.

## Биографија
Џуди Кертин родила се у Кентону, Лондон. Ту је живела до своје осме године када се са својом породицом преселила у Корк. На Универзитету У Корку дипломирала је на смеру за енглески, као и немачки језик. Након тога на колеџу Ст. Патрик у Даблину школовала се за учитељицу. Као учитељица радила је 15 година. Живела је у Корку, Даблину, Портлишу и Лондону. Од 1987. године живи у Лимерику са мужем и троје деце. Са писањем је почела 1999. године, али је прва књига објављена 2003. године. Прва књига за децу изашла је 2005. године. За своју 25. књигу, роман Stand by Me, добила је Irish Book Awards за 2017. годину.

## Дела преведена на српски

### Романи о Алис и Меган
1. Моја сусетка Алис (2008. год.)  147951372
2. Зар опет, Алис?! (2009. год.)  171883276
3. Алис између две ватре (2011. год.)  186424332
4. Само не питајте Алис (2011. год.)  181304588
5. Bonjour, Алис (2013. год.)  201295884
6. Алис и Меган заувек (2015. год.)  213052172
7. Алис прискаче у помоћ  (2016. год.)  220914444

### Романи о Иви Гордон
1. Ивино путовање (2013. год.)  195959052
2. Ивино летовање (2014. год.)  206479628
3. Препустите то Иви (2017. год.)  228028940
4. Ива и скривени дневник (2017. год.)  247090188
5. Једна је Ива (2018. год.)  267614220

### Други романи
1. Time after time (2017. год.)  243925004
2. Stand by мe (2018. год.)  267103500